# Branchiomma orientalis
Branchiomma orientalis är en ringmaskart som först beskrevs av McIntosh 1885.  Branchiomma orientalis ingår i släktet Branchiomma och familjen Sabellidae. Inga underarter finns listade i Catalogue of Life.